# Balatlar-Kirche
Koordinaten: 42° 1′ 34″ N, 35° 9′ 26″ O
Die Balatlar-Kirche oder Kirche Sinope Koimesis ist eine frühbyzantinische Kirche vom Typ einer Basilika im Viertel Ada der Stadt Sinop (antik Sinope) in der nordtürkischen Provinz Sinop an den Ufern des Schwarzen Meeres.
In dem Gebäude befinden sich Fresken von Jesus, Maria und den Heiligen, die jedoch durch Vandalismus und Verwitterung stark beschädigt sind.

## Archäologische Ausgrabungen
Seit 2009 finden in der Kirche Ausgrabungen unter der Leitung von Gülgün Köroğlu von der Abteilung für Kunstgeschichte der Mimar-Sinan-Universität statt. Türkische Archäologen fanden ein Stück Gestein mit eingravierten Kreuzen. Mit Blick auf den archäologischen Prozess merkte Köroğlu an: 

“We have found a holy thing in a chest. It is a piece of a cross, and we think it was. This stone chest is very important to us. It has a history and is the most important artifact we have unearthed so far.”

„Wir fanden einen heiligen Gegenstand in einer Truhe. Er ist ein Teil eines Kreuzes, und wir denken es war [Teil des echten Heiligen Kreuzes]. Diese Steintruhe ist sehr wichtig für uns. Sie hat eine Geschichte und ist das wichtigste Artefakt, das wir bis jetzt ausgegraben haben.“

 Sie fügte hinzu: 

“We have also found a number of human bones during our excavation, we have been working here for four years and have found more than 2,000 skeletons. We have learned many things during the excavation that we did not previously know.”

„Wir haben während unserer Ausgrabung auch eine Anzahl von Menschenknochen gefunden, wir arbeiten hier seit vier Jahren und haben mehr als 2.000 Skelette gefunden. Wir haben viele Dinge während der Ausgrabung gelernt, die wir zuvor nicht wussten.“